# Bo, Lidingö

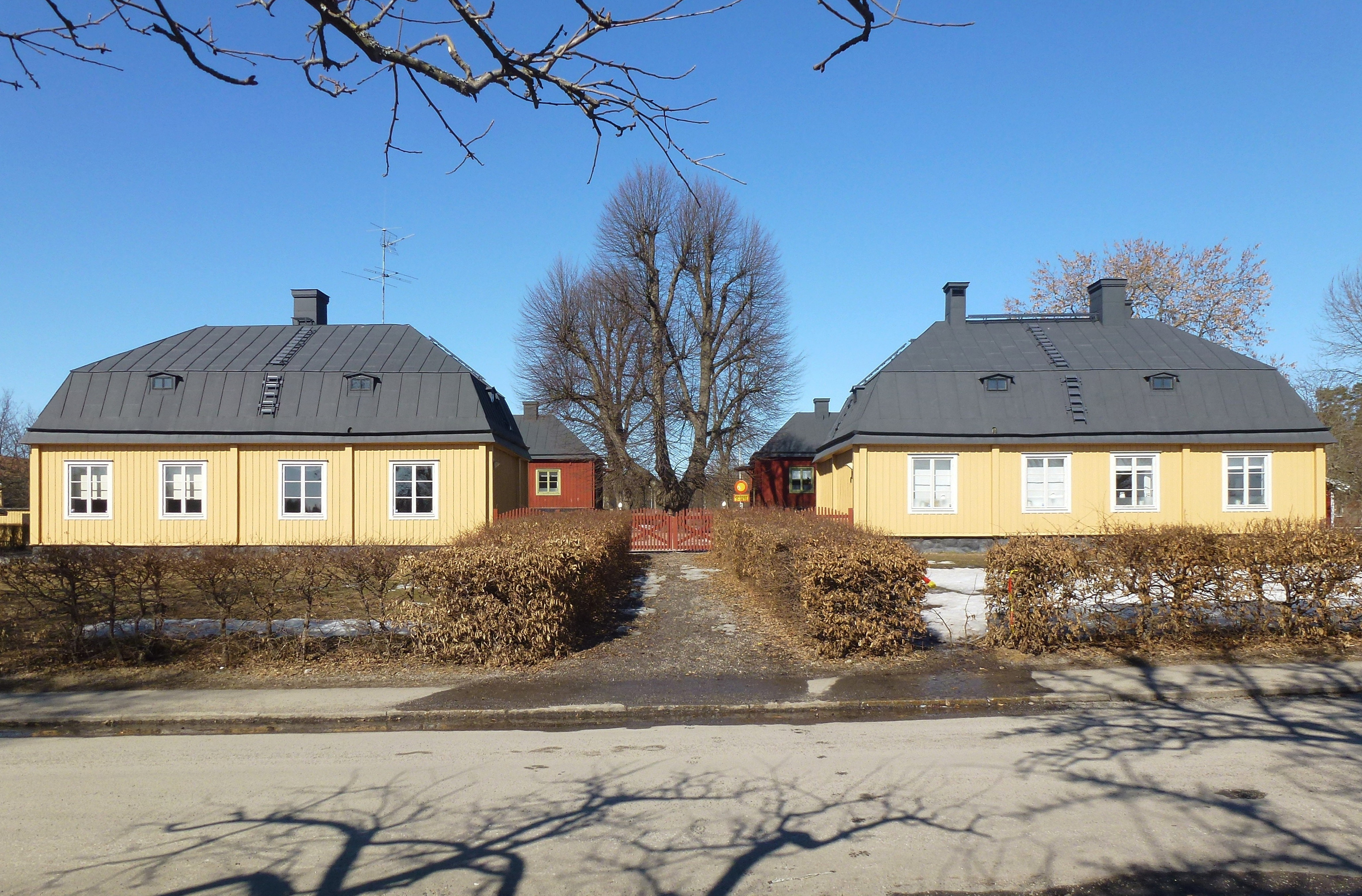
Bo gårds flygelbyggnader, 2013.

Bo, till vardags kallat Askrike, är ett delområde  (kommundel) i norra delen av Lidingö kommun, Stockholms län, Kommundelen är uppkallad efter Bo gård. Bo begränsas i norr av Grönstaviken och kommundelen Grönsta, i öster ansluter Rudboda, i söder vidtar Kyrkviken och i väster kommundelen Näset.

## Historik

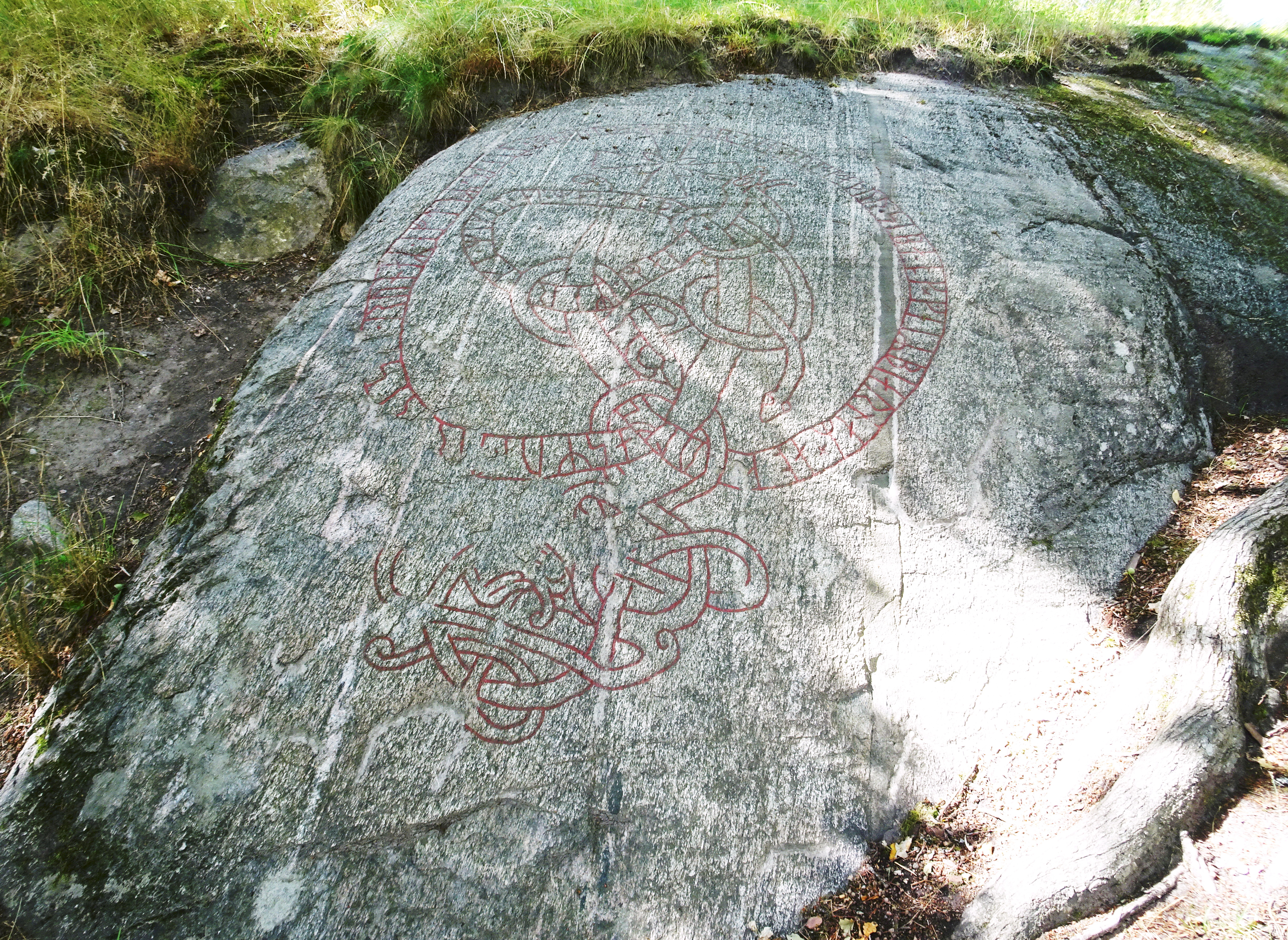
Upplands runinskrifter Fv1986;84.

Platsen var bebodd redan på forntiden som ett stort gravfält vid Askrikevägen kan vittna om. Det har en utbredning på 110x85 meter och består av cirka 55 fornlämningar. På gravfältet finns även en runhäll med en runristning från vikingatiden som upptäcktes så sent som 1984: Upplands runinskrifter Fv1986;84. Området förvärvades 1905 av Lidingö villastad som här planerade en villastad med stadsplaner ritade av Per Olof Hallman.

## Beskrivning
I Bo i kvarteret Canada står Sveriges äldsta radhusområde. Canadahusen byggdes mellan 1907 och 1908 enligt engelsk förebild med Rudolf Arborelius som arkitekt. Till kommundelens äldre bebyggelse hör även före detta Lidingö hemvärnsgård (från början "Restaurang Höganloft"), som uppfördes 1910 efter ritningar av arkitekt Jacob Gate. Gate ritade även Trisshusen från samma tid, en tidig form av radhus beläget vid Askrikevägen 9–13. 
Den moderna bebyggelsen består huvudsakligen av villor och radhus, som uppförts sedan 1920-talet, då Norra Lidingöbanan hade sin slutstation vid Kyrkviken, där idrottsanläggningen Lidingövallen idag ligger. Ett bostadsområde i Bo uppfördes för utställningen Bygge och Bo 1925. Ett av Bo:s uppmärksammade radhus är Toftvägens radhusområde som uppfördes 1962–1964 efter ritningar av arkitektkontoret Ancker-Gate-Lindegren. 
I Bo låg tidigare Lidingö Skolhem, en internatskola för handikappade barn (en så kallad vanföreanstalt). Skolhemmet revs i mitten av 1970-talet och på platsen finns i dag villor.
Vid Kyrkviken finns Lidingös enda naturminne som består av två ekar vilka fridlystes 1969. Den ostligaste av ekarna har en stamomkrets på 463 centimeter, uppmätt i brösthöjd vid inventeringen 2016. Ungefär 33 meter åt västra står den större eken som har en stamomkrets på 684 centimeter. Under båda träden passerar Lidingöloppet och den nio kilometer länga vandringsleden Elfviksleden.
Längst i norr hör ungefär halva Grönstaviken till Bo. Här ligger småbåtshamnen för Askrike Segelsällskap (ASS) som bildades 1948 under namnet Askrike Båtklubb. Ovanför småbåtshamnen, vid vikens södra sida, återfinns Villa Arken, arkitekten Cyrillus Johanssons privatvilla som han ritade 1926–1936 åt sig själv och familjen.

## Bilder

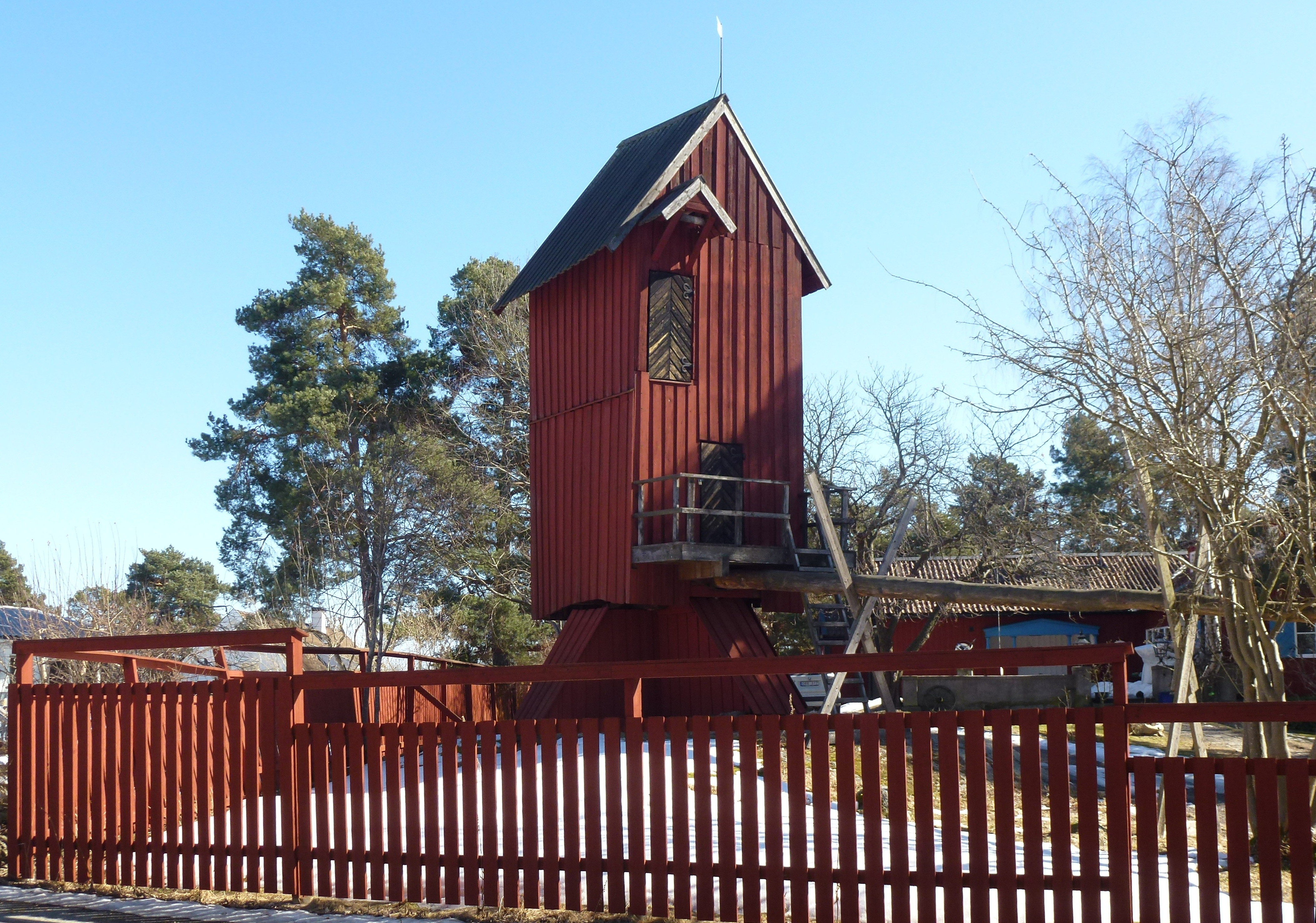
Bo kvarn.
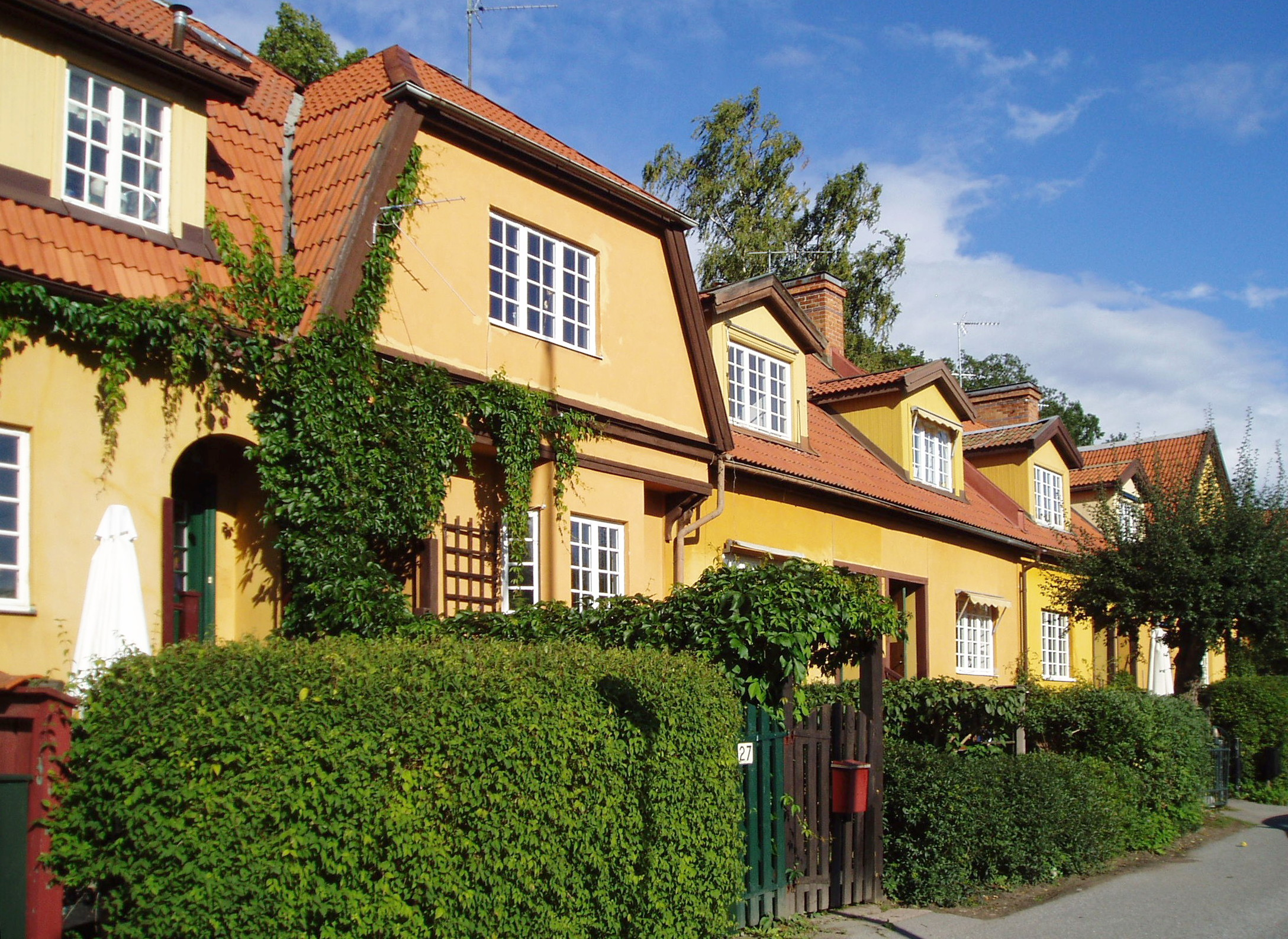
Kvarteret Canada.
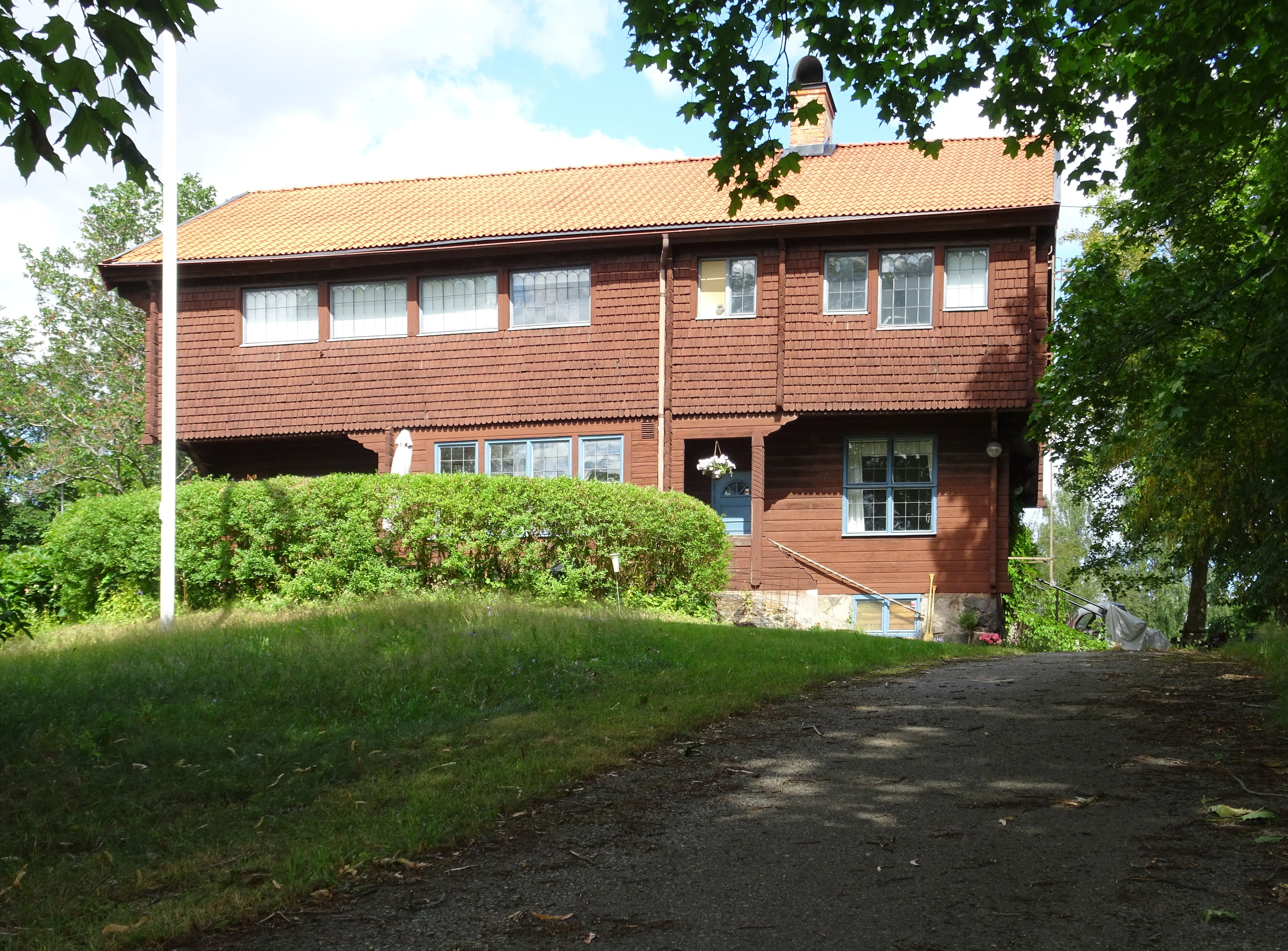
Villa Höganloft.
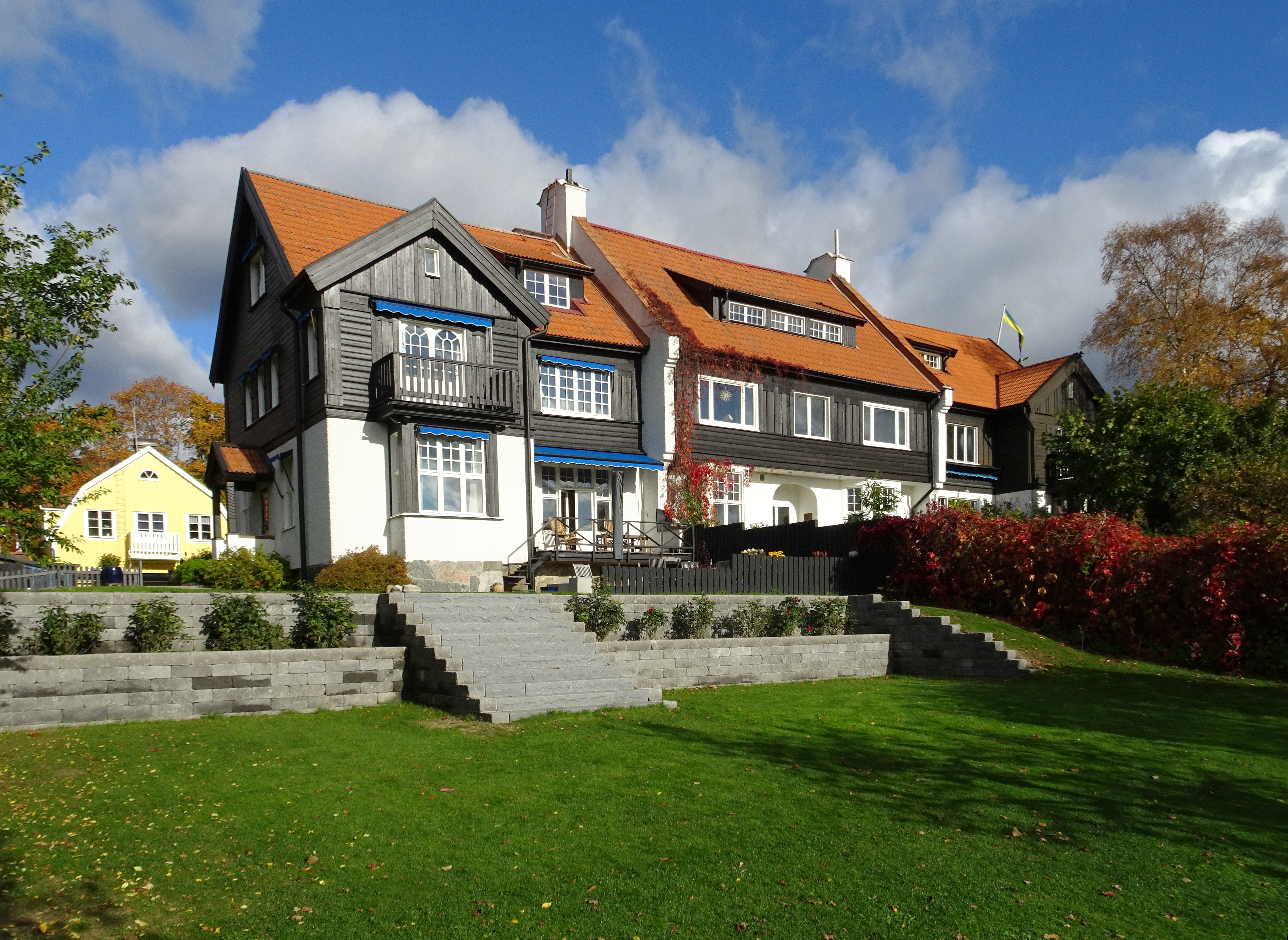
Trisshusen.

## Intressanta byggnader (urval)
- Bo kvarn
- Bo gård
- Bygge och Bo
- Canadahusen
- Toftvägens radhusområde
- Trisshusen
- Villa Arken
- Villa Höganloft